# Redundância modular tripla
Redundância modular tripla (ou TMR, do termo em inglês triple modular redundancy) é uma forma de tolerância a falhas proposta por Von Neumann. A unidade de hardware é triplicada, o que faz com que o trabalho seja feito em paralelo. Isso gera entradas para um circuito de votação que retorna o voto da maioria, resultando em somente uma saída. Isso significa que, se um dos sistemas falharem os outros dois podem estar corretos e mascarar o erro, o que não demanda técnicas de correção e substituição de elementos. Ainda assim pode haver falha em mais de um componente e vulnerabilidade do votador.
O mesmo conceito de redundância pode ser aplicado, por exemplo, no desenvolvimento de software.